# Faridpur U
Faridpur U är ett underdistrikt i Bangladesh.   Det ligger i provinsen Rajshahi, i den centrala delen av landet, 110 km nordväst om huvudstaden Dhaka.
Trakten runt Faridpur U består till största delen av jordbruksmark. Runt Faridpur U är det mycket tätbefolkat, med 1 573 invånare per kvadratkilometer.